# 100 mètres nage libre masculin aux Jeux olympiques d'été de 1924
Navigation
Anvers 1920 Amsterdam 1928
L'épreuve de 100 mètres nage libre masculin des Jeux olympiques de 1924 a eu lieu les 19 et 20 juillet 1924 dans un bassin long de 50 mètres, le stade aquatique des Tourelles à Paris.
Le record olympique date des Jeux olympiques de 1920, établi en demi-finale par le tenant du titre Duke Kahanamoku. Mais, Johnny Weissmuller qui été le premier homme à passer sous la minute détient le record du monde depuis 1922, en 58 s 60. Il est le grand favori.
Trente nageurs venus de quinze pays s'affrontent, le record de participation à une épreuve de natation depuis la recréation des Jeux. Pour la première fois depuis la recréation des Jeux, tous les concurrents utilisent le crawl pour la nage libre. Les séries sont facilement dominées par les favoris. Ceux-ci s'affrontent lors de demi-finales beaucoup plus rapides. Malgré tout, Weissmuller relâche son effort lors de sa course, se contentant d'assurer la victoire, signe de qualification. Il bat tout de même le record olympique.
La finale se déroule sous un grand soleil le dimanche 20 juillet à 16 h devant un peu moins de 7 000 spectateurs, record d'affluence. Elle est dominée de bout en bout par Johnny Weissmuller, qui bat son récent record olympique, le faisant passer sous la minute. Il devance ses compatriotes les frères Kahanamoku.

## Natation aux Jeux olympiques de Paris

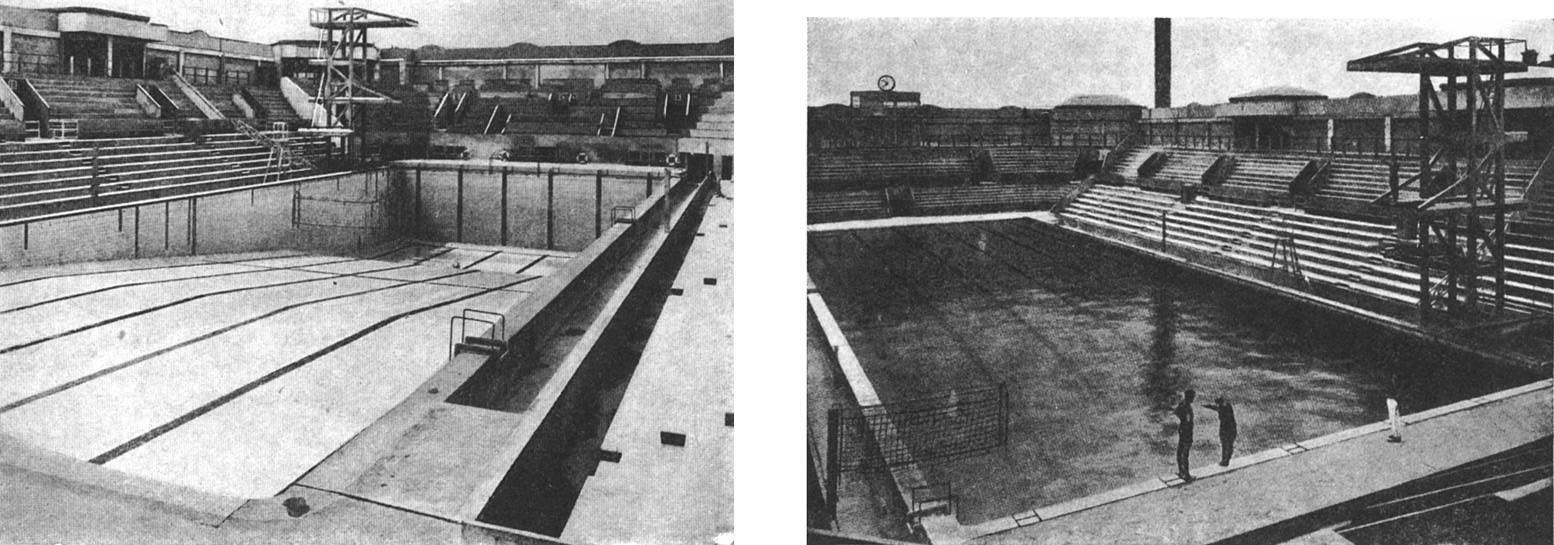
La piscine des Tourelles pour les Jeux de 1924 : vide et remplie.

Les épreuves de natation lors des Jeux olympiques d'été de 1924 organisés à Paris se déroulent du 13 juillet au 20 juillet 1924. Pour la première fois et pour tous les Jeux suivants, les épreuves de natation ont lieu dans un bassin permanent long de 50 mètres et destiné à être conservé ensuite : le stade aquatique des Tourelles. Le bassin est par ailleurs large de 18 mètres et sa profondeur passe de 5 mètres d'un côté à 1,5 mètre de l'autre. Pour la première fois aussi, sont utilisées des « lignes d'eau » matérialisant des couloirs de nage par des lignes de bouchons. Cela a deux effets positifs. Les lignes de bouchons servent de brise-vague. Surtout, elles évitent les réclamations pour gêne entre nageurs. Les lignes d'eau, utilisées pour la première fois lors des Jeux de Paris sont ensuite généralisées,.
Le programme masculin aux Jeux de Paris en 1924 est le même qu'aux Jeux de Londres en 1908 où il a commencé à être fixé : en nage libre : 100, 400 et 1 500 mètres et un relais 4 × 200 mètres ; en dos : 100 mètres ; en brasse : 200 mètres. Ce programme olympique masculin n'évolue plus jusqu'aux Jeux de Melbourne en 1956.
Le règlement s'appliquant lors des compétitions olympiques est celui de la Fédération internationale de natation amateur, tant en ce qui concerne les règles très strictes d'amateurisme ou de costumes de nage que de l'organisation des courses elles-mêmes et leur arbitrage,.
Au total, 173 nageurs et nageuses venus de 23 nations participent aux épreuves des Jeux de Paris.

## Séries
| Série | Rang | Pays | Nom                    | Temps                        | Qualification          |
| ----- | ---- | ---- | ---------------------- | ---------------------------- | ---------------------- |
| 1     | 1    |      | Orvar Trolle           | 1 min 4 s 20                 | Q                      |
| 1     | 2    |      | Duke Kahanamoku        | 1 min 4 s 20 ou 1 min 4 s 30 | Q                      |
| 1     | 3    |      | Kazuo Onoda            | 1 min 5 s 40                 |                        |
| 1     | 4    |      | Charles Baillie        | 1 min 8 s 20                 |                        |
| 1     | 5    |      | Vlado Smokvina (en)    | 1 min 11 s 60                |                        |
| 2     | 1    |      | Samuel Kahanamoku      | 1 min 3 s 20                 | Q                      |
| 2     | 2    |      | Ernest Henry           | 1 min 3 s 80                 | Q                      |
| 2     | 3    |      | Torahiko Miyahata      | 1 min 4 s 20                 | q (meilleur troisième) |
| 2     | 4    |      | Henri Padou            | 1 min 5 s                    |                        |
| 2     | 5    |      | Albert Dickin          | 1 min 6 s                    |                        |
| 2     | 6    |      | Stanislav Bičák (en)   | 1 min 10 s 20                |                        |
| 3     | 1    |      | Clayton Bourne         | 1 min 6 s 20                 | Q                      |
| 3     | 2    |      | Victoriano Zorrilla    | 1 min 8 s 20                 | Q                      |
| 3     | 3    |      | Viktor Legát (en)      | 1 min 13 s 20                |                        |
| 3     | 4    |      | Charles Kopp (en)      | 1 min 15 s                   |                        |
| 4     | 1    |      | Katsuo Takaishi        | 1 min 4 s                    | Q                      |
| 4     | 2    |      | Ivan Stedman           | 1 min 6 s                    | Q                      |
| 4     | 3    |      | Georg Werner           | 1 min 7 s                    |                        |
| 4     | 4    |      | Émile Zeibig           | 1 min 8 s ou 1 min 8 s 4     |                        |
| 4     | 5    |      | Gé Dekker (en)         | 1 min 11 s 80                |                        |
| 5     | 1    |      | Johnny Weissmuller     | 1 min 3 s 80                 | Q                      |
| 5     | 2    |      | Alfred Pycock          | 1 min 5 s 20                 | Q                      |
| 5     | 3    |      | Édouard Vanzeveren     | 1 min 6 s 80                 |                        |
| 5     | 4    |      | Moss Christie          | 1 min 7 s 20                 |                        |
| 5     | 5    |      | José Manuel Pinillo    | 1 min 14 s 20                |                        |
| 6     | 1    |      | Arne Borg              | 1 min 5 s 40                 | Q                      |
| 6     | 2    |      | István Bárány          | 1 min 8 s 40                 | Q                      |
| 6     | 3    |      | Július Balász          | 1 min 11 s 80                |                        |
| 6     | 4    |      | Dionýsios Vasilópoulos | 1 min 12 s                   |                        |
| 6     | 5    |      | Pieter Jacobszoon (en) | 1 min 12 s 20                |                        |

Les séries du 100 mètres nage libre masculin ont lieu le samedi 19 juillet à 10 h 30, devant 1 273 spectateurs. Les deux premiers de chaque série et le meilleur troisième sont qualifiés pour les demi-finales.
41 nageurs venus de 17 pays sont engagés. 11 nageurs sont forfaits : deux Canadiens George Vernot et T R Walker ; deux Espagnols Jaume Cruells et Juli Peradejordi i Vergara ; un Grec Andréas Asimakópoulos ; deux Hongrois L. Kenyeri et Endre Turnovszky ; le Luxembourgeois Félix Unden (en) ; le Norvégien Alfred Steen et deux Yougoslaves Ivo Arčanin (en) et A. Vago. Au total, ce sont 30 nageurs venus de 15 pays qui s'affrontent, soit malgré tout le record de participation à une épreuve de natation depuis la recréation des Jeux.
Pour la première fois depuis la recréation des Jeux, tous les concurrents utilisent le crawl pour la nage libre. Les deux premiers de la première série, le Suédois Orvar Trolle et le tenant du titre américain Duke Kahanamoku, se livrent à une lutte acharnée, tandis que derrière le Japonais Onoda distance facilement le Britannique Baillie. Le tirage au sort a eu pour conséquence la création d'une série très difficile : la deuxième. Si on y ajoute le système de qualification, elle permet certes au Japonais Torahiko Miyahata d'entrer en demi-finales au titre du meilleur troisième, mais, le quatrième, le Français Henri Padou et surtout le cinquième, le Britannique Albert Dickin sont éliminés alors que leurs temps sont meilleurs que ceux de nageurs qualifiés dans d'autres séries,. La quatrième série est facilement dominée par le nageur japonais Katsuo Takaishi. Il en est de même de la cinquième série, survolée par le recordman du monde américain Johnny Weissmuller. Le nageur français Édouard Vanzeveren est longtemps à la lutte contre le nageur britannique Alfred Pycock qui finit par le distancer aux 75 mètres. Il résiste cependant au retour de l'Australien Moss Christie. Le Suédois Arne Borg ne rencontre aucune opposition lors de la sixième série.

## Demi-finales
| Série | Rang | Pays | Nom                 | Temps        | Qualification          |
| ----- | ---- | ---- | ------------------- | ------------ | ---------------------- |
| 1     | 1    |      | Duke Kahanamoku     | 1 min 1 s 60 | Q                      |
| 1     | 2    |      | Samuel Kahanamoku   | 1 min 2 s 20 | Q                      |
| 1     | 3    |      | Katsuo Takaishi     | 1 min 2 s 40 | q (meilleur troisième) |
| 1     | 4    |      | Orvar Trolle        | 1 min 2 s 60 |                        |
| 1     | 5    |      | Clayton Bourne      | 1 min 6 s    |                        |
| 1     | 6    |      | István Bárány       | 1 min 8 s    |                        |
| 2     | 1    |      | Johnny Weissmuller  | 1 min 0 s 80 | Q (RO)                 |
| 2     | 2    |      | Arne Borg           | 1 min 2 s 60 | Q                      |
| 2     | 3    |      | Ernest Henry        | 1 min 3 s    |                        |
| 2     | 4    |      | Alfred Pycock       | 1 min 5 s    |                        |
| 2     | 5    |      | Ivan Stedman        | 1 min 6 s    |                        |
| 2     | 6    |      | Victoriano Zorrilla | 1 min 7 s 60 |                        |

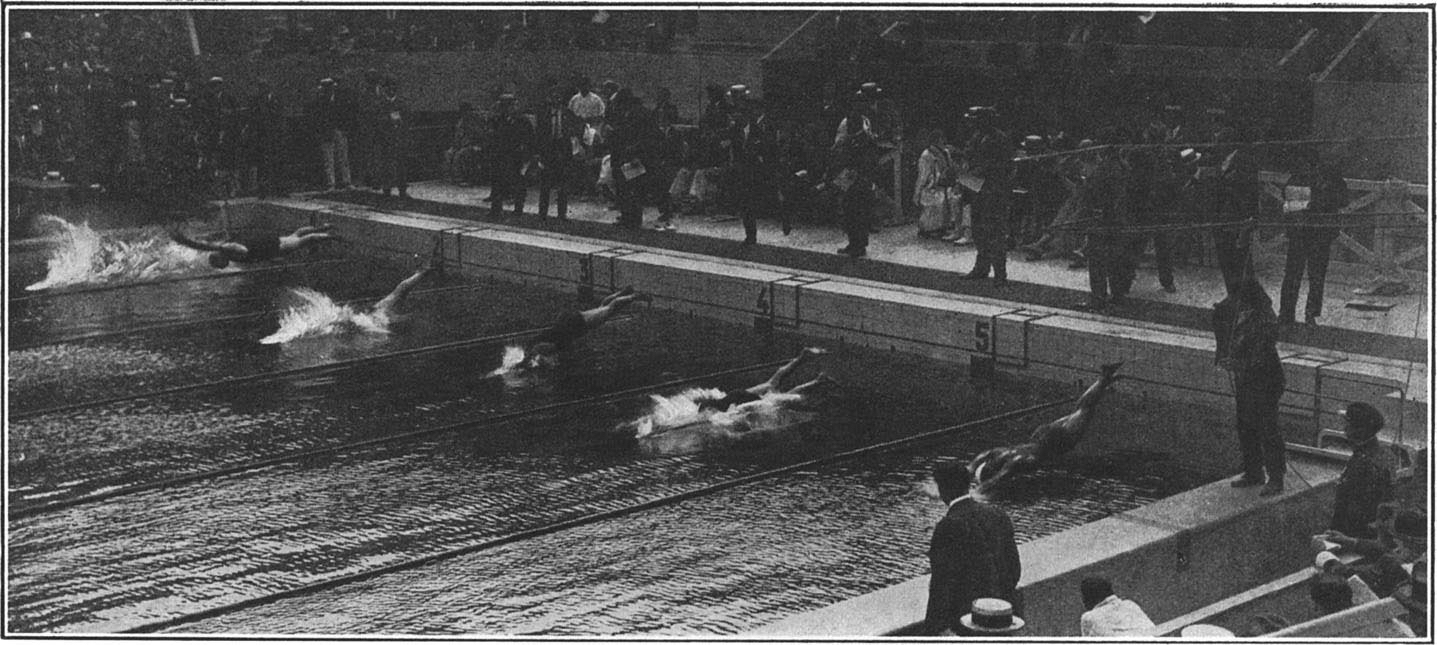
Départ de la première demi-finale du 100 mètres nage libre masculin. De gauche à droite (de haut en bas) : Duke Kahanamoku (USA) fini 1er ; Clayton Bourne (Canada) 5e ; Orvar Trolle (Suède) 4e ; Katsuo Takaishi (Japon) 3e ; István Bárány (Hongrie) 6e ; Samuel Kahanamoku (USA) 2e.

Les demi-finales du ont lieu le 19 juillet à 15 h, devant 5 200 spectateurs. Les deux premiers de chaque demi-finale et le meilleur troisième sont qualifiés pour la finale. Le Japonais Torahiko Miyahata, qualifié en demi-finale au titre de meilleur troisième des séries est forfait.
Les demi-finales sont plus disputées que les séries et les temps sont meilleurs. Johnny Weissmuller bat même le record olympique. Les deux frères Kahanamoku mènent de bout en bout la première demi-finale, virant ensemble au 50 mètres. Seule la pointe de vitesse du Japonais Takaishi dans les derniers mètres lui permet de distancer le Suédois Trolle. Dans la seconde demi-finale, Weissmuller s'est rapidement détaché, distançant le dernier, l'Argentin Zorilla, de 8 mètres au virage à mi-parcours. Arrivé aux 75 mètres, il relâche son effort, permettant un léger retour, mais sans espoir, du Suédois Borg et de l'Australien Henry.

## Finale
| Rang | Pays | Nom                | Temps        |                                            |
| ---- | ---- | ------------------ | ------------ | ------------------------------------------ |
| 1    |      | Johnny Weissmuller | 59 s         | (RO)                                       |
| 2    |      | Duke Kahanamoku    | 1 min 1 s 40 |                                            |
| 3    |      | Samuel Kahanamoku  | 1 min 1 s 80 |                                            |
| 4    |      | Arne Borg          | 1 min 2 s    |                                            |
| 5    |      | Katsuo Takaishi    | 1 min 3 s    |                                            |
| 6    |      | Orvar Trolle       |              | Décision du jury 6e temps des demi-finales |

La finale se déroule le dimanche 20 juillet à 16 h devant un peu moins de 7 000 spectateurs. D'après le journal L'Auto, le stade aurait été plein et on aurait refusé du monde. Cette après-midi de finales, avec celles du 100 mètres nage libre dames et deux de plongeon, se déroule sous un grand soleil. Elle est considérée par les organisateurs comme l'apothéose des compétitions nautiques et elle leur rapporte près de 80 000 Francs-or.
La tribune officielle comprenait les princes Carol de Roumanie et Gustave-Adolphe de Suède, le baron Pierre de Coubertin et le comte Jean de Castellane, président de la Fédération française de natation et de sauvetage. Ces quatre hommes remettent les récompenses des compétitions.
Johnny Weissmuller, qui avait participé à la finale du 4 × 200 mètres le matin, s'y était contenté d'assurer l'avance de son équipe pour pouvoir être sûr de remporter le 100 mètres l'après-midi. Il a malgré tout une course assez facile tout en battant quand même son récent record olympique. Il devance largement les deux frères Kahanamoku. Le Suédois Borg n'a pas démérité, ratant de peu le podium. Le Japonais Takaishi réalise pour sa part une belle course aussi. Comme pour toutes les autres épreuves, le jury accorde la sixième place « symbolique » de la finale au sixième temps des demi-finales, et donc non qualifié.